# Luigi Scattini
Pour les articles homonymes, voir Scattini.
Luigi Scattini, né le 17 mai 1927 à Turin dans la région du Piémont et mort le 12 juillet 2010 à Rome dans la région du Latium, est un réalisateur et un scénariste italien, ayant parfois travaillé sous le pseudonyme de Arthur Scott. Il est le père de l’actrice Monica Scattini.

## Biographie
Diplômé en droit, il travaille comme journaliste et critique de cinéma dans les années 1950 pour la presse italienne, notamment pour les magazines Oggi et Gente (it). Il aborde ensuite le monde du cinéma comme réalisateur, monteur et scénariste.
Il dirige au cours de sa carrière treize films et documentaires dans le genre du mondo. Il écrit également dix scénarios et travaille comme monteur et producteur pour l’industrie du cinéma italien. Scattini n'a pas vraiment défrayé la chronique par l'art de ses films, qui comptent plutôt parmi les navets et les divertissements faciles, en particulier ce faux documentaire Suède, enfer et paradis (Svezia, inferno e paradiso) sur la Suède de 1968, surtout prétexte à montrer quelques belles filles pas trop habillées, mais dont on retiendra surtout la chanson Mahna Mahna de Piero Umiliani, qui servit ensuite dans Le Muppet Show puis dans Benny Hill et qui fut reprise par Henri Salvador sous le titre Mais non mais non.
Sur la fin de sa carrière, il travaille dans l’adaptation de films étrangers pour le marché italien, comme le biopic Goya à Bordeaux (Goya en Burdeos) de Carlos Saura consacré au peintre espagnol Francisco de Goya.
Il est le père de l’actrice Monica Scattini. Il meurt à Rome en 2010 à l’âge de 83 ans.

## Filmographie

### Comme réalisateur
- 1963 : Furia du désir (it) (Sexy magico)
- 1964 : L'Amour primitif (L'amore primitivo) — coréalisé avec Massimo Pupillo
- 1966 : Deux Bidasses et le Général (Due marines e un generale)
- 1966 : Duel dans le monde (Duello nel mondo) - coréalisé avec Georges Combret
- 1967 : Un sphinx tout en or (it) (La sfinge d'oro)
- 1968 : Suède, enfer et paradis (Svezia, inferno e paradiso) — coréalisé avec Massimo Pupillo
- 1970 : Sorcellerie, Magie et Messes noires (Angeli bianchi... angeli neri)
- 1971 : Ce monde si merveilleux et si dégueulasse (Questo sporco mondo meraviglioso)
- 1972 : La Fille à la peau de lune (La ragazza dalla pelle di luna)
- 1973 : La ragazza fuoristrada
- 1974 : Le Corps (Il corpo)
- 1977 : L'Aguicheuse (en) (La notte dell'alta marea)
- 1977 : Blue Nude (it)

### Comme scénariste
- 1963 : Furia du désir (it) (Sexy magico)
- 1964 : L'Amour primitif (L'amore primitivo)
- 1968 : Suède, enfer et paradis (Svezia, inferno e paradiso)
- 1970 : Sorcellerie, Magie et Messes noires (Angeli bianchi... angeli neri)
- 1972 : La Fille à la peau de lune (La ragazza dalla pelle di luna)
- 1974 : Le Corps (Il corpo)
- 1977 : L'Aguicheuse (en) (La notte dell'alta marea)
- 1977 : Blue Nude (it)
- 1999 : Goya à Bordeaux (Goya en Burdeos) de Carlos Saura (dialogue de la version italienne)

### Comme monteur
- 1968 : Suède, enfer et paradis (Svezia, inferno e paradiso)
- 1970 : Les Vengeurs de l'Ave Maria (I vendicatori dell'Ave Maria) de Bitto Albertini
- 1970 : Sorcellerie, Magie et Messes noires (Angeli bianchi... angeli neri)
- 1973 : La ragazza fuoristrada
- 1977 : L'Aguicheuse (en) (La notte dell'alta marea)